# Crossa (llenguatge)
Una crossa, comodí, falca, mot de vici, reble o omplidor és un mot o locució superflus, sobretot oralment i usats per hàbit i doncs sovint molt repetits, que allarguen l'enunciat per a permetre al locutor de pensar què dir guanyant temps. També s'usa quan no ve al cap del locutor un altre terme, quan existeix un mot o una frase més apropiada. Quan s'empra excessivament és un vici d’elocució. Si la crossa passa d'un mot, essent una locució, pot ser una frase feta. Moltes falques tenen un temps de moda i després cauen en desús o són menyspreades per sobreusades, «gastades» o passades de moda.
Etimològicament, el terme prové de crossa perquè és quelcom que serveix com a suport, en el cas lingüístic com a sosteniment d'un discurs. També les crosses serveixen com a senyal d'identificació recíproca entre els parlants: per exemple les crosses d'un català del Principat no són les mateixes que les d'un rossellonès o d'un balear, ni aquestes les mateixes que les d'un valencià.
La crossa no s'adreça específicament a l'oïdor, com que no té contingut informatiu directe, l'oïdor tan sols percep que l'interlocutor no sap pas clarament el que vol dir i que s'ha de sostenir en frases o mots sense significat per a poder continuar de parlar, per això una crossa representa un tic verbal en la conversa.

## Com identificar una crossa?
Solen ser expressions innecessàries, mots abstractes i breus, generalment pronoms o mots d'argot, que s'utilitzen sense complir una funció primordial en una certa oració o frase.

## Exemples en català
- de o que ... utilitzat fora d'una interrogació, per a donar entrada a una resposta o idea.
- i dic o i diu (utilitzat a l'excés per a dir el que es va dir en una conversa prèvia)
- i (tot) això (utilitzat per a complementar frases)
- vull dir (utilitzat per a reconduir una conversa)
- sí sí, no no (utilitzat per a interrompre una conversa o justificar un punt de vista)
- bé, entesos, d'acord? (quan hom espera confirmació o que manifesta haver comprès)
- has vist? (majorment s'usa per a convèncer els incrèduls)
- diguem (crossa utilitzada per qui no és gaire segur en el que diu)
- aquest... (mot que se sol interposar com assenyalant una pausa, generalment quan el que es vol dir al moment no ve a la ment)
- açò, això, allò... daixonses, daixonsis, dallonsis
- (m')entens?
- bé, bo (de vegades transcrit: bueh, buà!, buò!, bo; pot ser una interjecció de satisfacció, una resposta d'acord o una expressió d'entès; per contrapartida pot usar-se com a expressió de resignada insatisfacció)
- ja (significa 'no cal dir, naturalment, és evident', sovint irònicament)
- així (que/doncs)... (sol usar-se per a denotar una conseqüència)
- llavors, aleshores (s'usa com a lligam entre una frase i una altra o quan té un significat reflexiu semblant a una interrogació)
- sí? (interrogació retòrica que es pot fer servir per a rebre una resposta afirmativa davant una demanda o davant una explicació; en molts casos es pot «traduir» per «has entès?»; en uns altres, per «estem d'acord?»)
- si vols
- la cosa és que
- doncs, i bé
- és a dir, ço és (utilitzada a l'excés per a explicar alguna cosa)
- paio (sobretot a la fi d'una frase)
- ves (usat per a acceptar alguna cosa amablement)
- eh! o eh?
- eh... (emetent el so ə, per a guanyar temps i pensar què dir)
- veritat?, no és ver(a) ? (Balears), ho és? (Rosselló)
- com és? (del llatí: "Quomodo est")
- ai!, ei!, oi!, ui!
- xe, xei, xec (País Valencià)
- com se diu?... També pot ser «com es diu?» (utilitzada per a guanyar temps i pensar què dir)
- saps? (utilitzada per a assegurar-se que la persona escolta, com a demanda retòrica, més o menys com la falca «sí?»)